# 社会主義核心価値観
社会主義核心価値観（しゃかいしゅぎかくしんかちかん、簡体字中国語: 社会主义核心价值观）とは、中国共産党が定めた12単語、24文字からなるスローガン。中国共産党が使う政治手段の一つである。

## 定義
八栄八恥（社会主義栄辱観）と同様、マルクスや毛沢東の時代には見られなかった、中国政府が21世紀に提唱した独自の理論である。中国共産党の元総書記胡錦濤の報告によれば、社会主義核心価値観は24字（富強・民主・文明・和諧・自由・平等・公正・法治・愛国・敬業・誠信・友善）で明確に定義づけられる。
1. 国家が目標とするべき価値観：富強・民主・文明・和諧
2. 社会で大事にするべき価値観：自由・平等・公正・法治
3. 一人ひとりが守るべき価値観：愛国・敬業・誠信・友善

中国全土の住宅地・学校・幼稚園・会社・遊園地・レストランなどの公共空間の目立つところに、この価値観の内容が記載された掲示板を掲示することが常態化している。

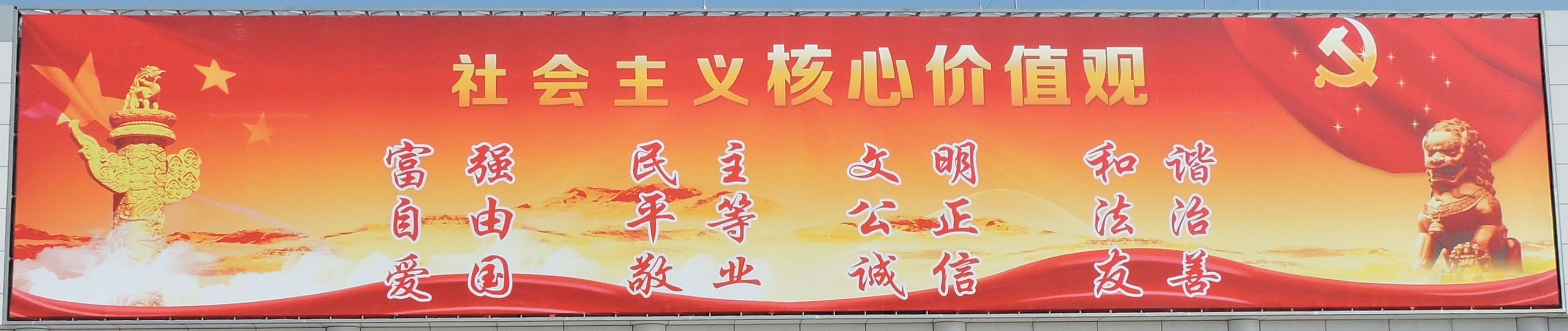
社会主義核心価値観の看板

## 歴史
2012年11月、2012年11月の中国共産党第十八回全国代表大会以降、社会主義核心価値観は改革開放の後述理論として打ち出された。
2013年12月23日、中国共産党中央弁公庁が発刊した「社会主義核心価値観の育成と実践についての意見（关于培育和践行社会主义核心价值观的意见）」で3つの面に分けられる。
2014年2月12日、「人民日報」第1面に掲載。習近平が中国共産党総書記に就任して以来、社会主義核心価値観に繰り返し言及、また広く宣伝されるようになり、中国における社会主義の指導力、先進性が強調される。

## 宣伝方法
「全国文明都市評価」など、中国共産党が主導する査定において、社会主義核心価値観の育成・実践が大きな評価基準となっている。そのため、中国の街角で「24字」を見かけない場所はないほど広く宣揚されるに至っている。
検閲手段
1. 社会主義核心価値観を持つ人間を育成するため、中国共産党は中国の各学校・病院・会社・ネットカフェ・店舗・ショッピングセンターなどの場所に「24文字」のある横断幕や電子掲示板が立たされることを要求している。学校・病院などの公的機関に対しては、要求ではなく、義務として付けられ、効率的に宣伝をする。
2. 毎年は公的機関の宣伝や報道の総量を統計し、2か月ごとに以下のものをチェック：「24文字」の価値観をランダムに新聞サンプル・テレビのスクリーンショット・コアバリュー・公共サービス広告に書き込み、普及の効果を果たす。
3. 社会的にこの価値観を信じていることを造るため、予告無しに住宅地・回廊・路地・建物の囲い地・駅・公園・広場などを検査し、「24文字」が無い場所の所有者に警告をする。
4. 大学・中学校・小学校の写真を毎月一回に提供し、学校の雰囲気が「24文字」に合うかどうかをスポットチェックする。合格した学校はその校内生活の様子を録画し、所在地のメディアに広める。

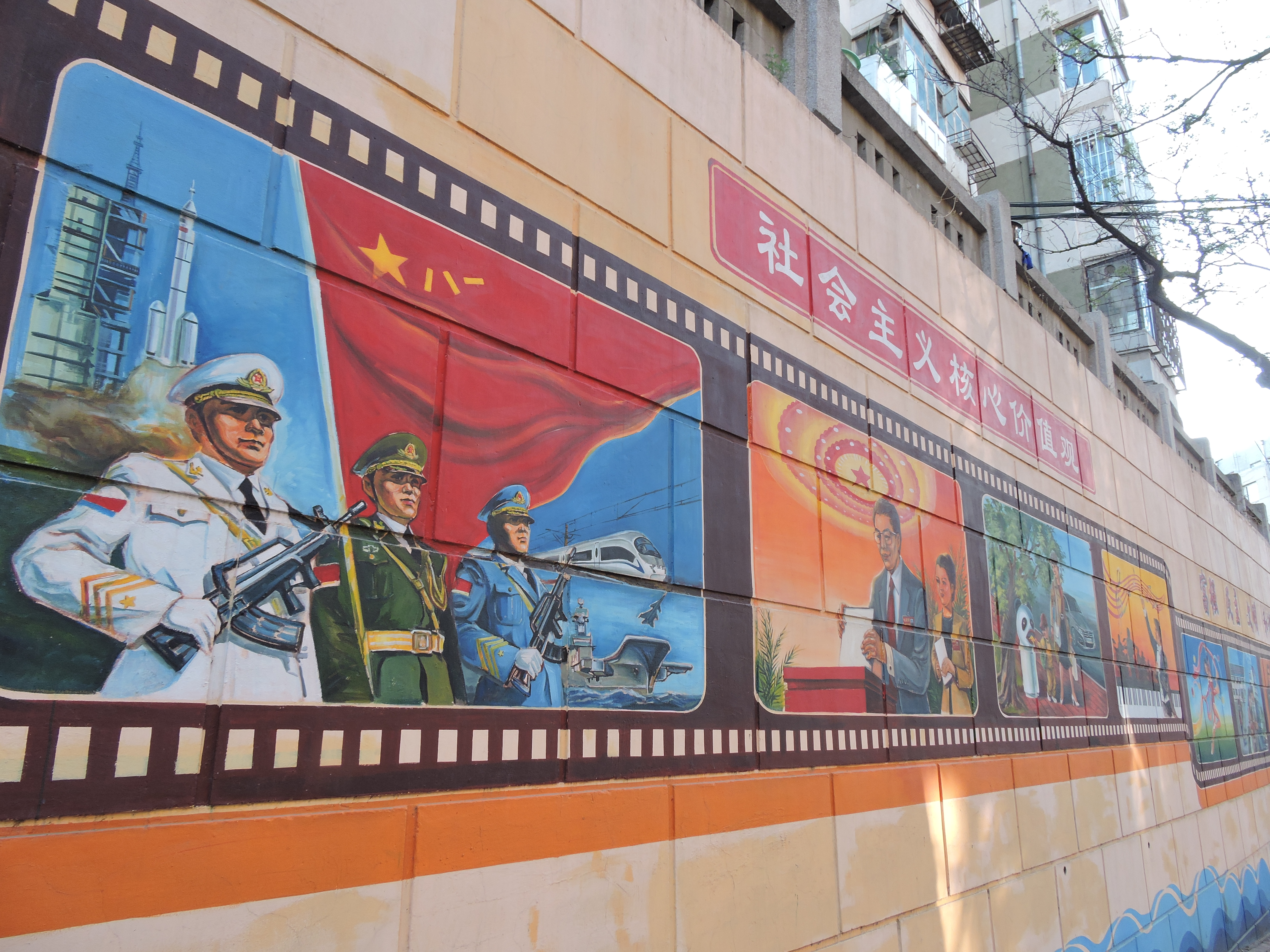
社会主義核心価値観の宣伝画
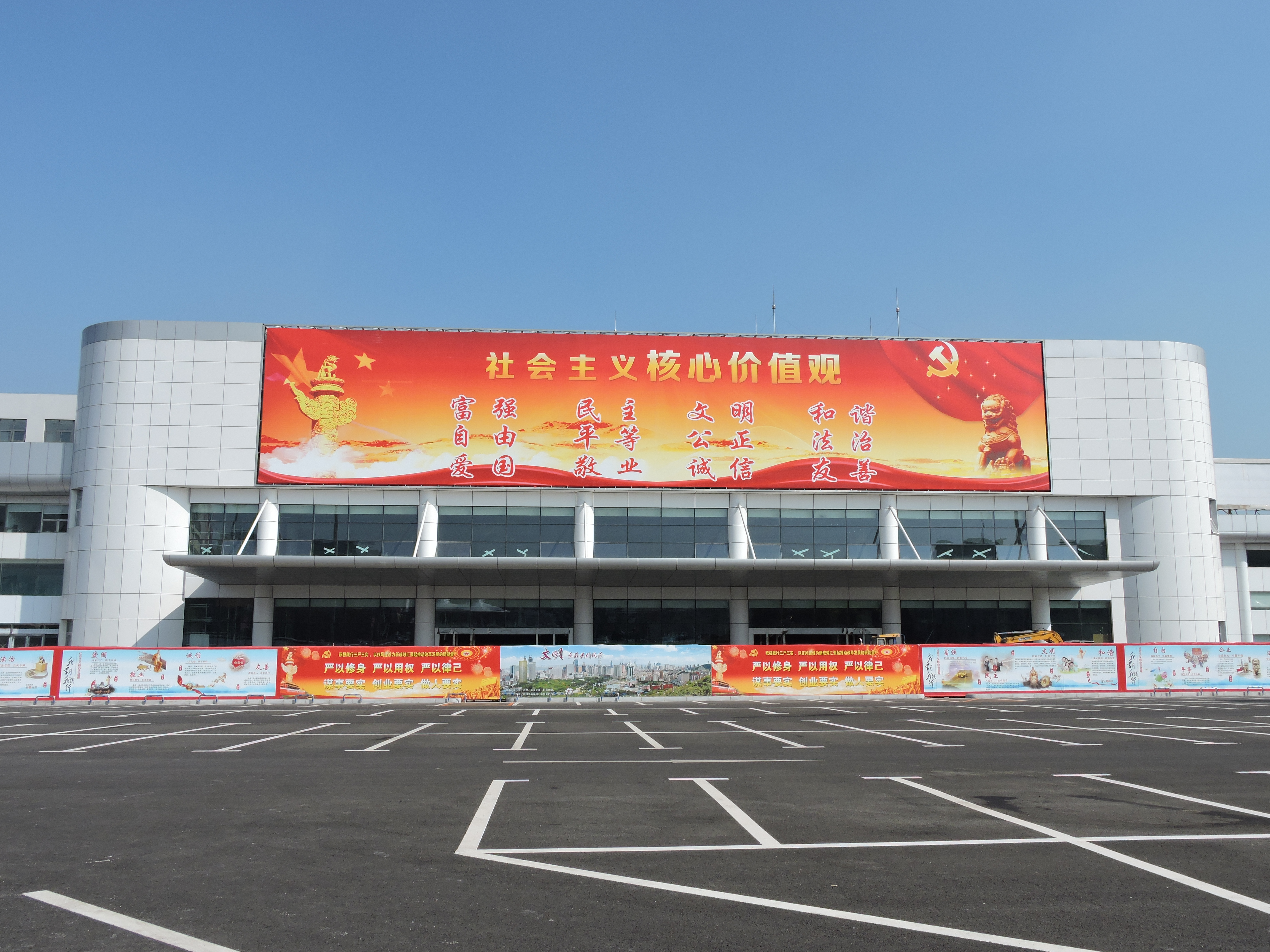
社会主義核心価値観を宣伝する看板
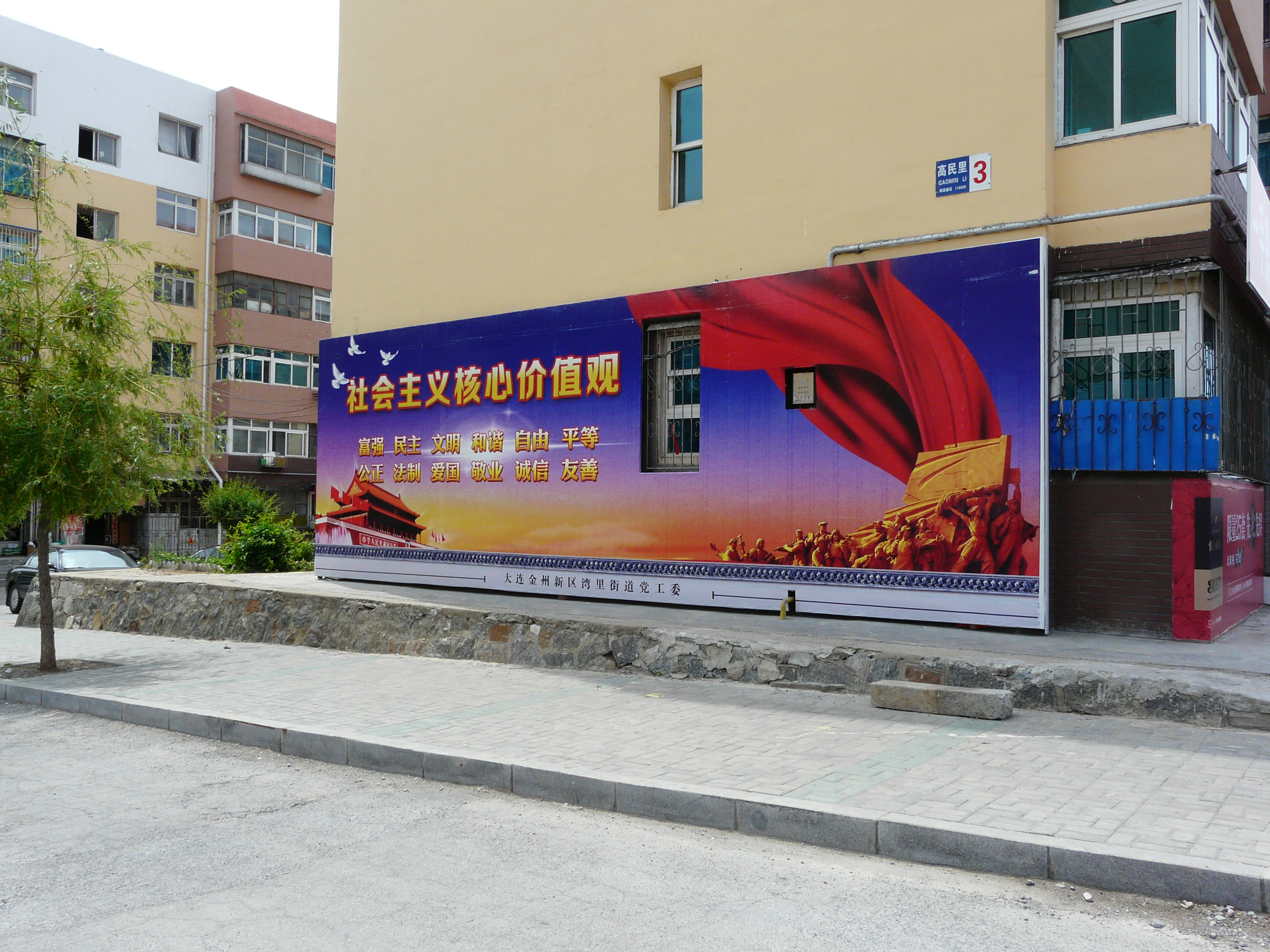
社会主義核心価値観を宣伝する看板
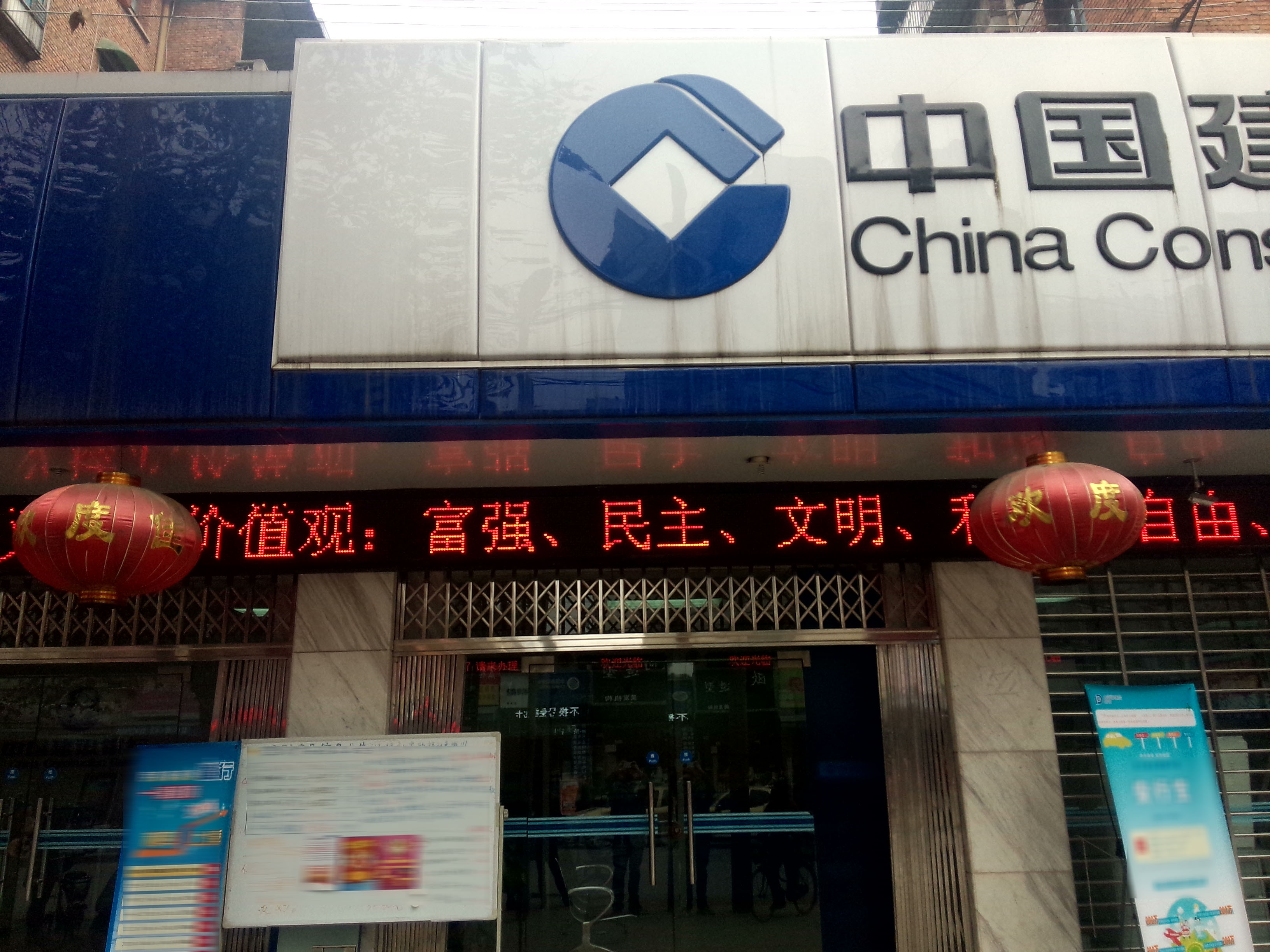
社会主義核心価値観を宣伝する電光掲示板
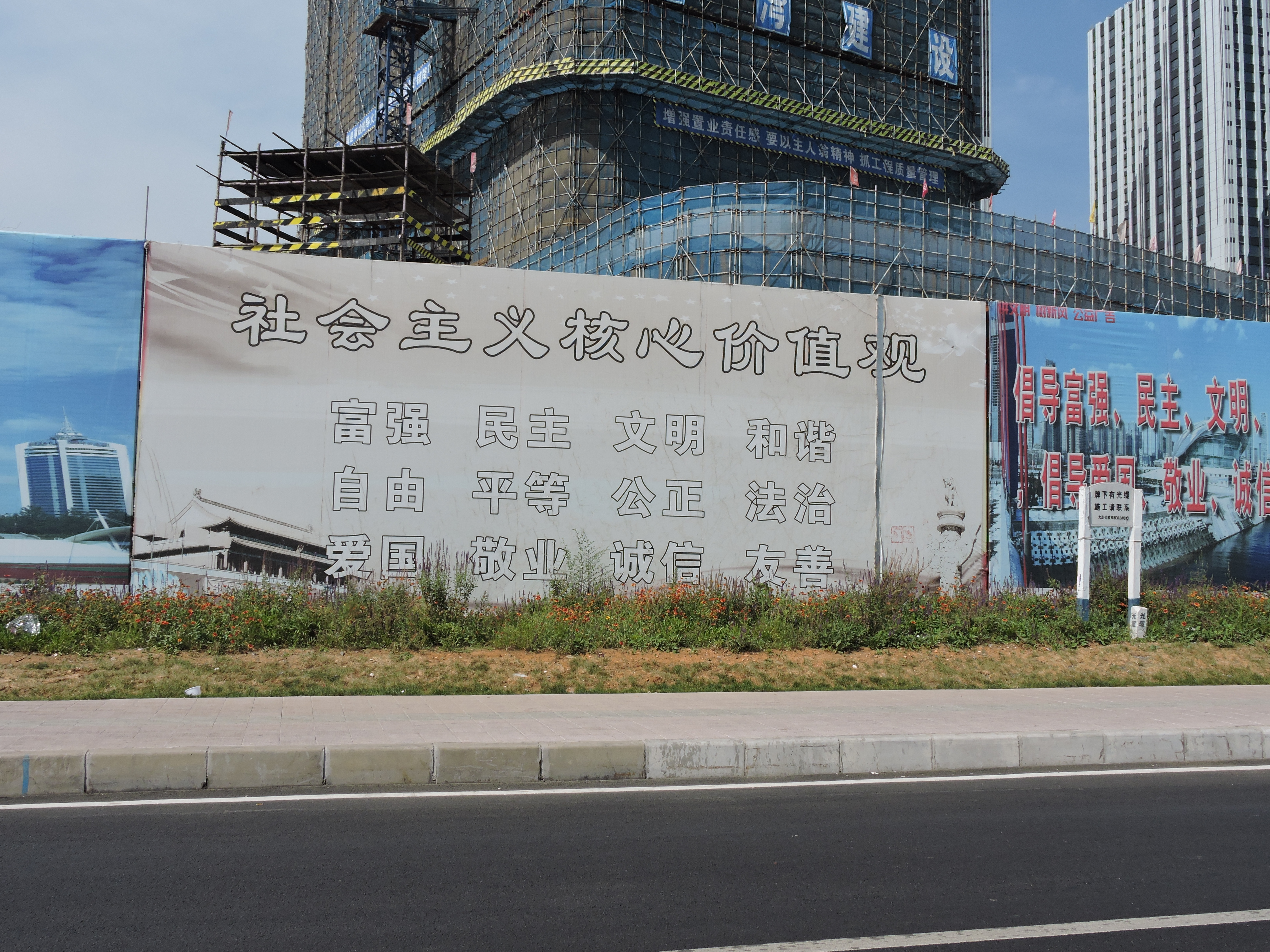
社会主義核心価値観の宣揚
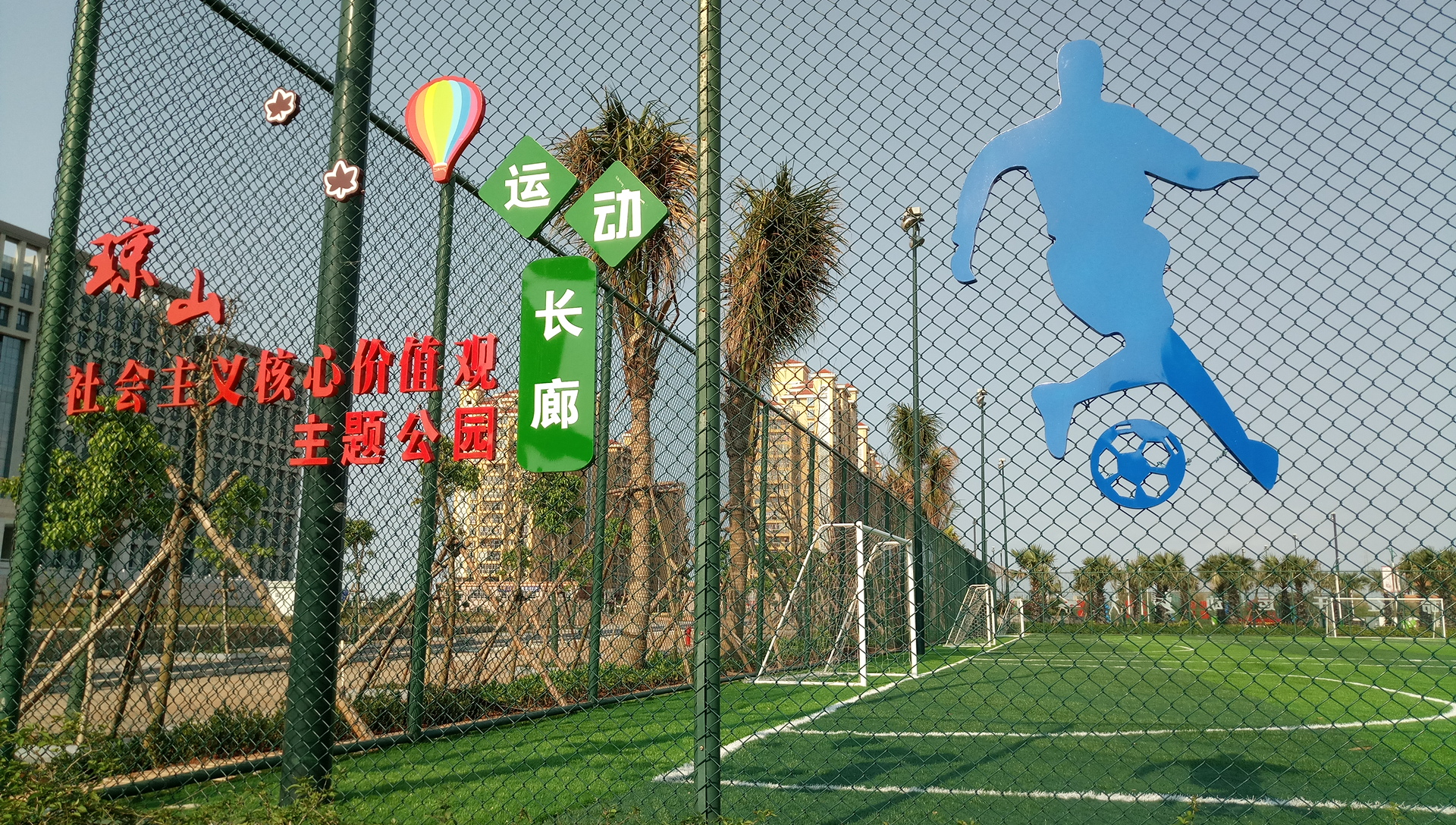
社会主義核心価値観主題公園
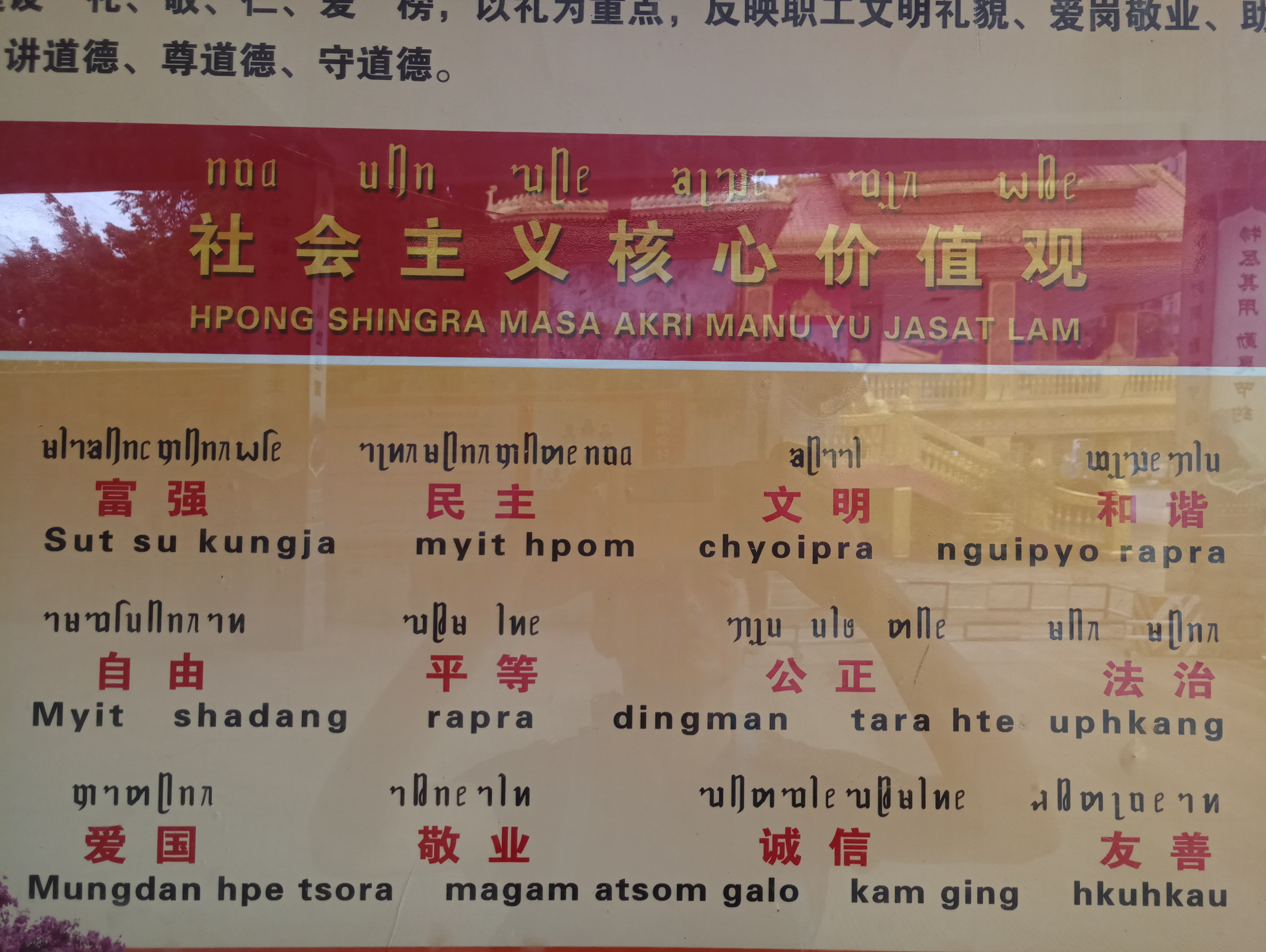
中国語、タイ・ナ語、チンポー語で表記
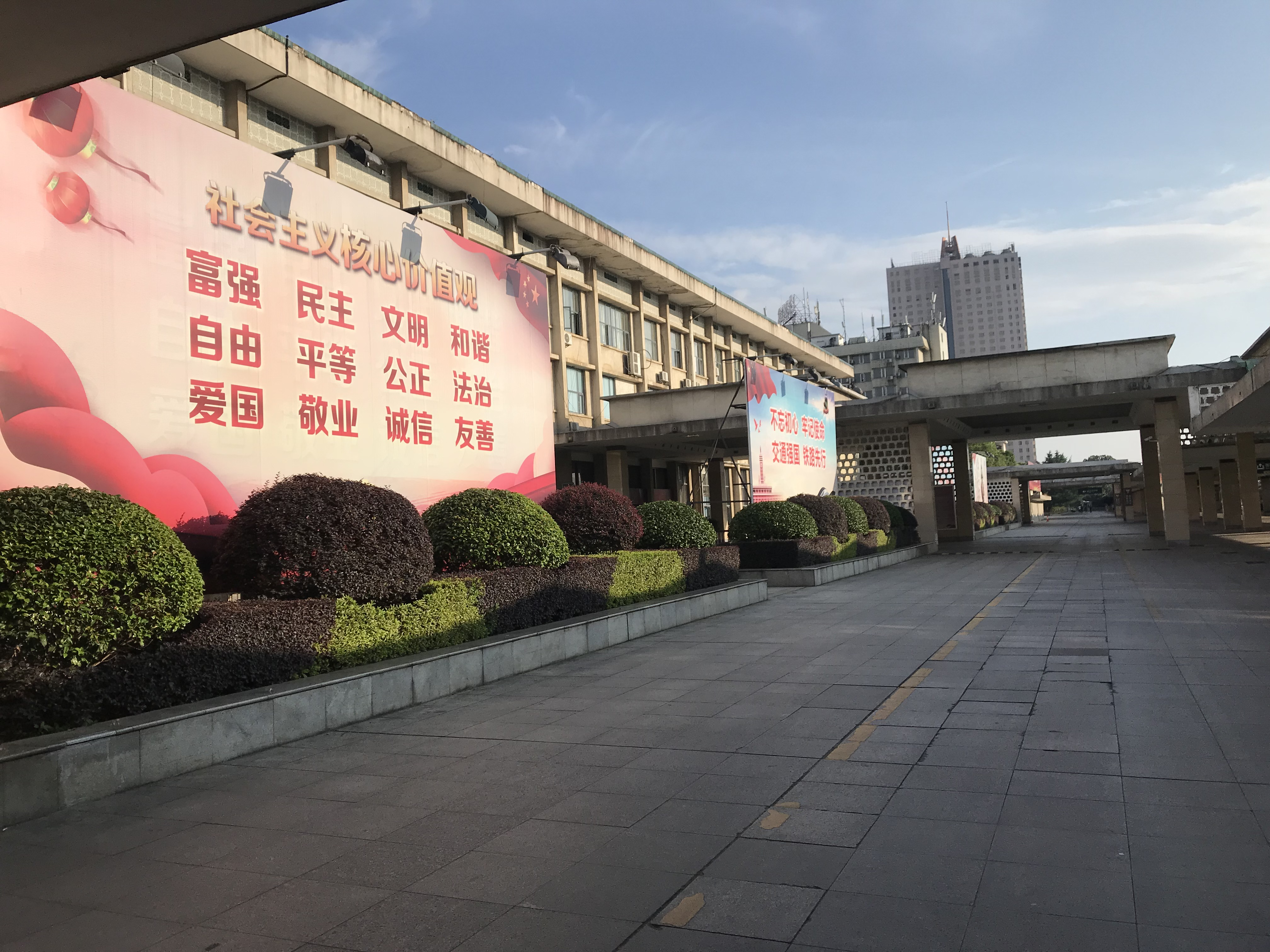
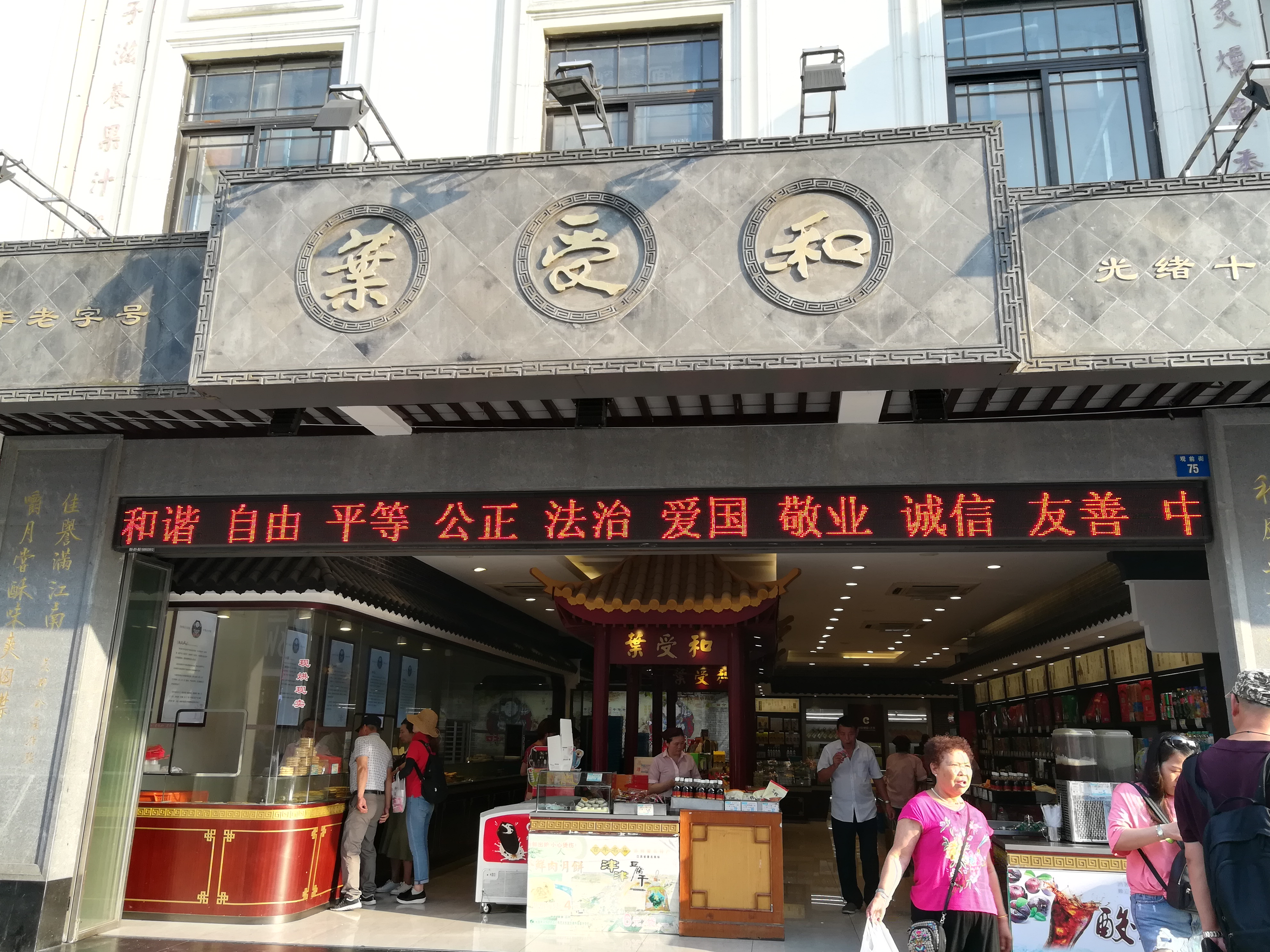
店頭前の電光掲示板
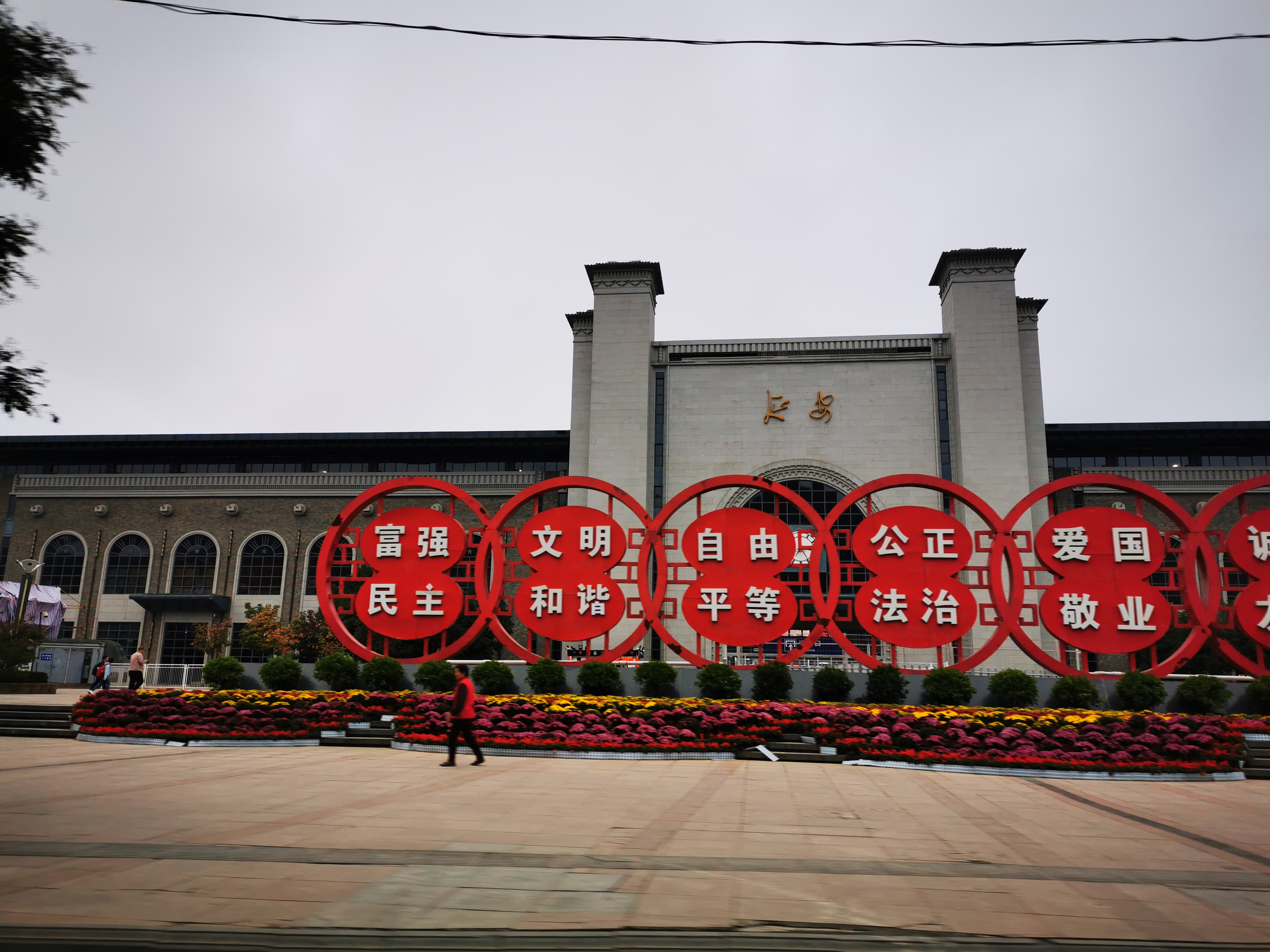
延安駅で
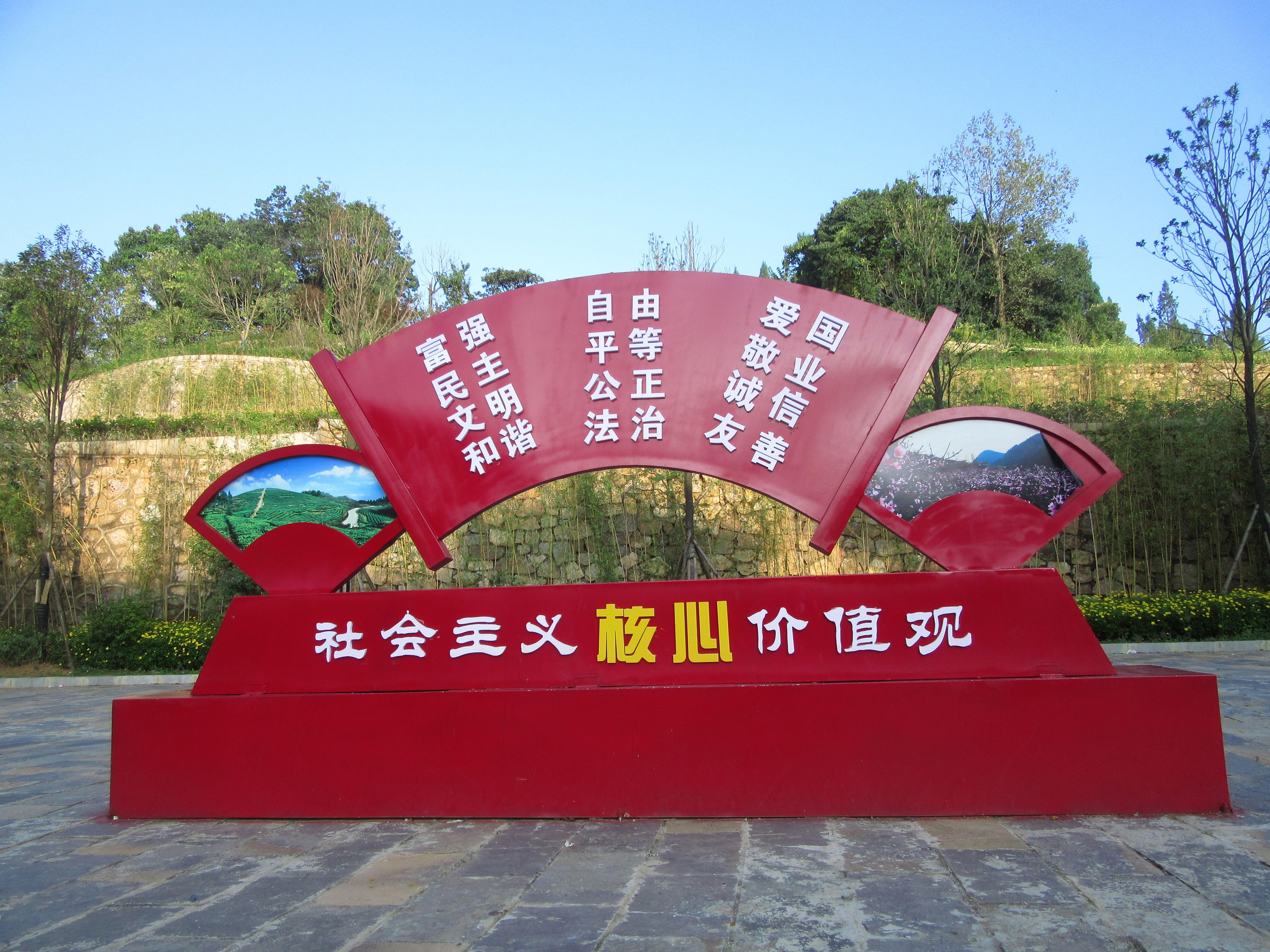
貴州省安順市普定県の社会主義核心価値観宣伝板